# Hipertròfia adenoidal
Es parla d'hipertròfia adenoidal quan les adenoides s'hipertrofien, encara que es tracta d'una hiperplàsia del teixit limfoide que es troba a la rinofaringe. Aquesta inflor pot provocar respiració bucal, roncs, mal alè i degoteig nasal crònic. També poden provocar trastorns perillosos com l'apnea del son, la hipertensió pulmonar i la insuficiència cardíaca dreta.